# NGC 3220
NGC 3220 é uma galáxia espiral (Sb) localizada na direcção da constelação de Ursa Major. Possui uma declinação de +57° 01' 36" e uma ascensão recta de 10 horas, 23 minutos e 44,7 segundos.
A galáxia NGC 3220 foi descoberta em 8 de Abril de 1793 por William Herschel.